# Tombe de l'archer
La tombe de l'archer   (en italien, Tomba dell'arciere) est une tombe étrusque  située près de la frazione Montefiridolfi de San Casciano in Val di Pesa dans la Ville métropolitaine de Florence en Toscane.

## Histoire
La Tombe de l'archer  a été découverte en 1978 et date du VIIe siècle av. J.-C. Pendant les fouilles la partie inférieure d'une grand stèle a été découverte. Celle-ci mesure environ 3,5 m a une forme légèrement trapézoïdale et devait être positionnée soit à l'entrée de la tombe soit au sommet du tumulus. La stèle conservée au Musée Giuliano Ghelli de San Casciano se compose d'un bas-relief représentant un personnage masculin armé d'un arc, d'où le nom donné à la tombe.

## Description
La tombe est constituée d'une seule chambre carrée qui mesure 5,3 m de côté. Un petit dromos orienté vers l'ouest mène à la chambre.
Le dromos, les pavements et les parois sont en pierre (pietra alberese). Les montants, la colonne centrale, les poutres, toute la couverture ainsi que la stèle sont en grès.
La couverture est dans son genre unique dans la zone de Volterra et de Florence car constituée par une pseudo-coupole soutenue par une colonne centrale d'environ 4 m de haut (tombe a volta).
La tombe a été profanée et saccagée dès l'Antiquité. Les seules pièces archéologiques retrouvées sont constituées de fragments de céramique, ivoire, bronze et d'une petite fibule en or.
La typologie des objets retrouvés a permis de dater la tombe du milieu du VIIe siècle av. J.-C. L'or et l'ivoire attestent de la richesse des propriétaires de la tombe.

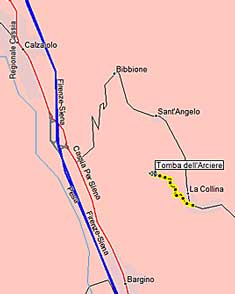
Plan d'accès à la Tombe de l'archer.
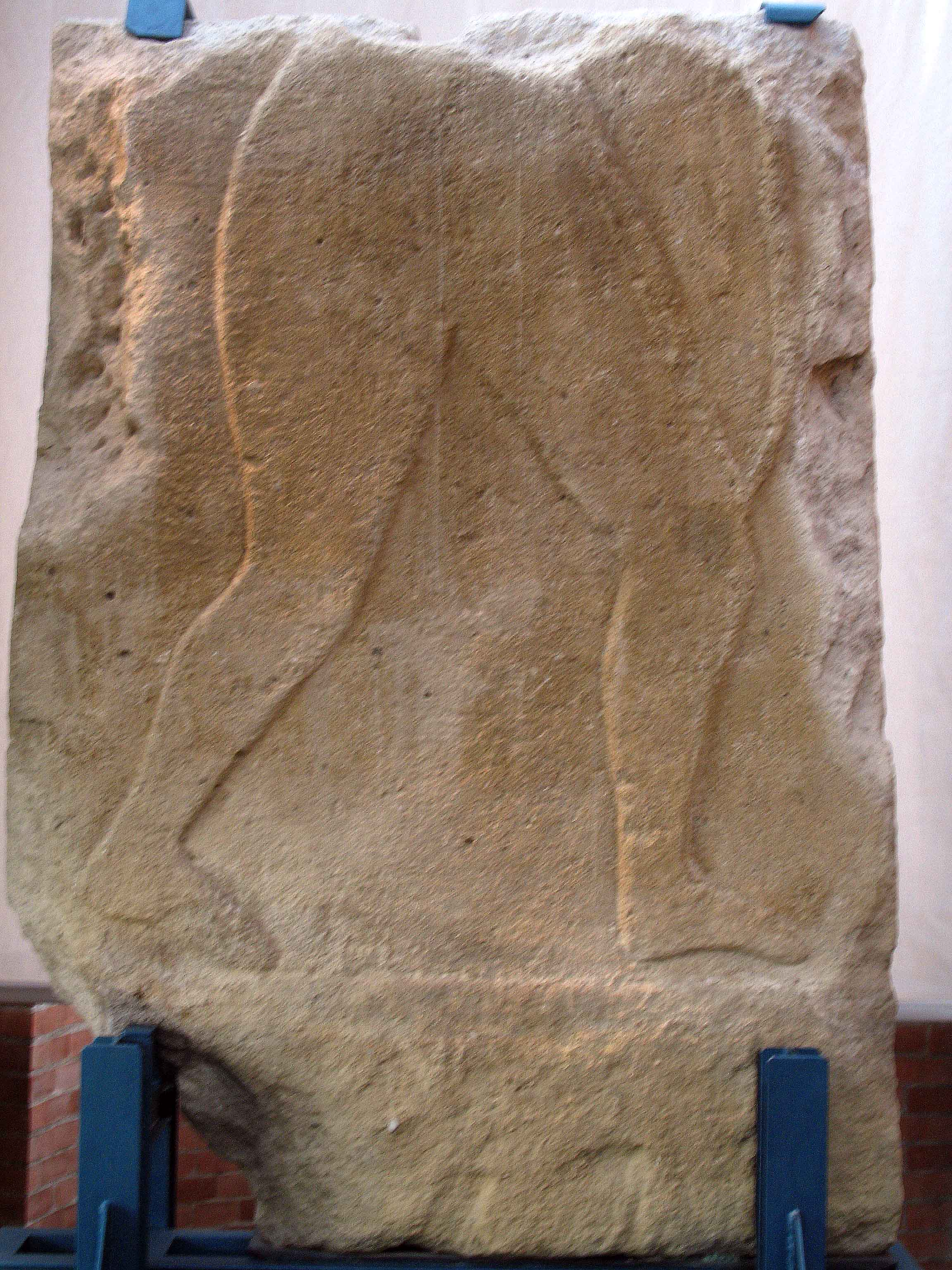
Stèle originale de l'archer (Musée de san Casciano).